# Àrea funcional de Vitòria - Àlaba Central

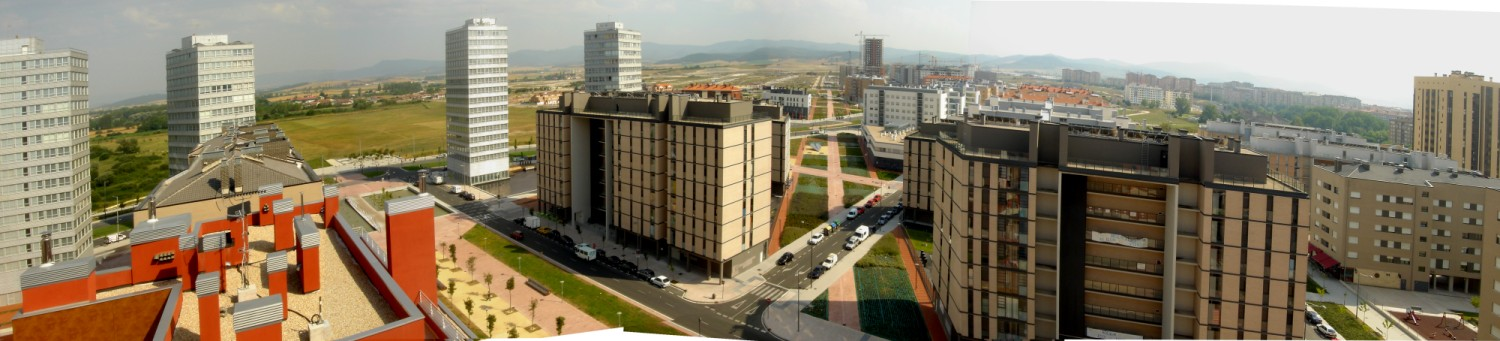
En la imatge, expansió urbanística a Salburua, districte residencial al nord-est de Vitòria

L'Àrea funcional de Vitòria - Àlaba Central és una de les àrees funcionals del País Basc. Segons les Directrius d'Ordenació del Territori del Govern Basc, Vitòria és la ciutat central d'una àrea funcional i d'influència urbana anomenada Àlaba Central, que ve creada per a la coordinació certes determinacions com l'ordenació urbanística, definició d'espais o desenvolupament de programes comuns. Segons les citades directrius, l'àrea funcional es compon de 29 municipis alabesos i 2 biscains (Otxandio i Ubide).

## Municipis de l'Àrea Funcional de Vitòria-Àlaba Central

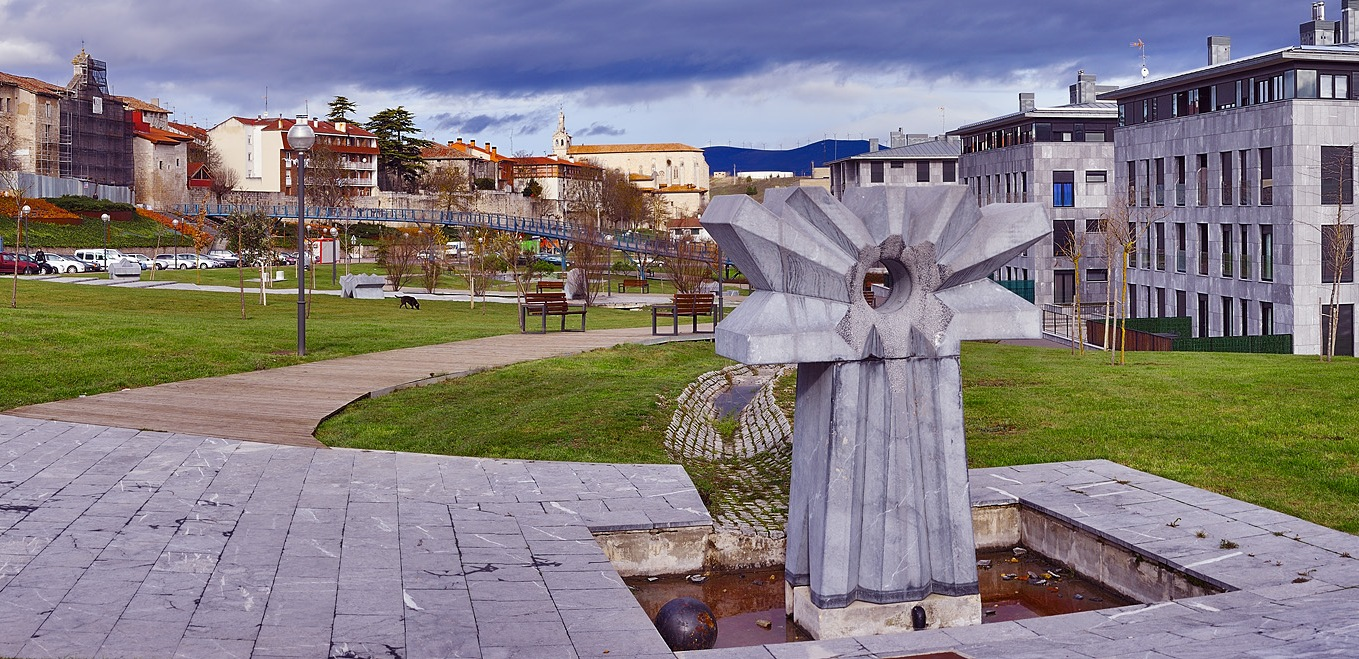
Vista parcial d'Agurain.

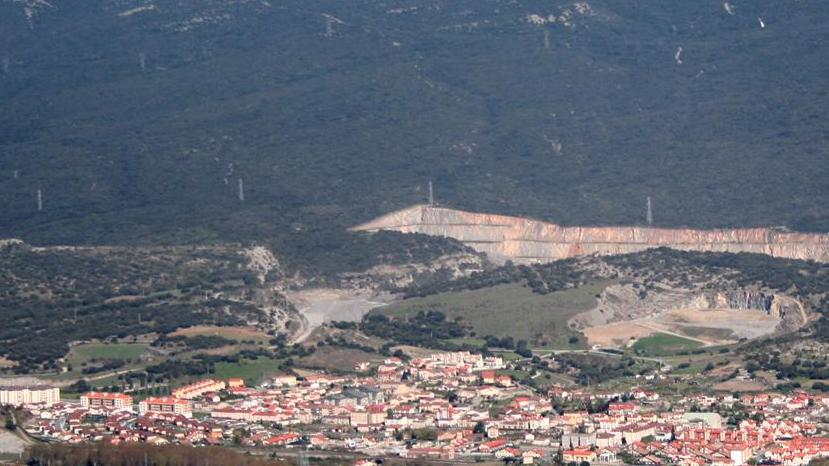
Vista parcial del municipio d'Iruña Oka.

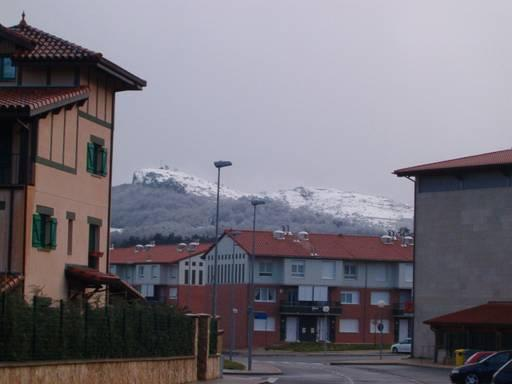
Barri residencial al municipi de Zuia.

| Municipi                                                                        | Habitants (INE 2011) |
| ------------------------------------------------------------------------------- | -------------------- |
| Vitòria                                                                         | 239.562              |
| Agurain/Salvatierra                                                             | 4.884                |
| Iruña Oka                                                                       | 2.966                |
| Dulantzi/Alegría de Álava                                                       | 2.803                |
| Zuia                                                                            | 2.424                |
| Zigoitia                                                                        | 1.729                |
| Legutio/Villarreal de Álava                                                     | 1.698                |
| Asparrena                                                                       | 1.684                |
| Urkabustaiz                                                                     | 1.325                |
| Erriberabeitia/Ribera Baja                                                      | 1.314                |
| Otxandio                                                                        | 1.277                |
| TOTAL VITÔRIA + ELS 10 MUNICIPIS PRINCIPALS DE L'ÀREA FUNCIONAL D'ÀLABA CENTRAL | 261.888              |
| Reste de municipis                                                              | 13.230               |
| TOTAL ÀREA FUNCIONAL D'ÀLABA CENTRAL                                            | 275.118              |

## Àrea Metropolitana de Vitòria
La creació de la Comissió Metropolitana d'Àlaba Central, té la finalitat d'establir estratègies comunes i treball conjunt amb els municipis integrats a l'Àrea Funcional d'Àlaba Central de cara a aconseguir els següents objectius:
- Planificar el creixement del sòl residencial, especialitzant les seves tipologies d'habitatges.
- Proposar criteris de planificació del desenvolupament i creixement dels sòls logístic i industrial, per especialitzar cada espai o corredor i adaptar-ho a aquesta especialització.
- Dissenyar un sistema integral per a la gestió de les infraestructures de comunicació.
- Dissenyar una estratègia comuna de conservació del mitjà natural i protecció de la biodiversitat.

Els nous sòls industrials i les dinàmiques empresarials han iniciat un evident procés d'influència mútua entre les localitats que discorren al voltant de la A-1, localitats com: Erriberagoitia, Iruña Oka, Dulantzi, Agurain o Asparrena. Per altra banda, el projecte Urban Audit publicà el 2004 un estudi sobre grans zones urbanes en el que va incloure l'Àrea metropolitana de Vitòria.

## Transport Interurbà
Actualment hi ha més de 20 línies regulars d'autobusos interurbans que connecten Vitòria amb diverses localitats de la seva àrea funcional i del reste d'Àlaba.
| Línia | Recorregut                                   | Parades | Parades amb avís previ                                                                          | Servei minusvàlids |
| ----- | -------------------------------------------- | --- | ----------------------------------------------------------------------------------------------- | ------------------ |
| 10A   | Vitoria-Etxaguen                             | Etxaguen, Murua, Larrinoa, Manurga, Ondategi (Zigoitia), Eribe, Buruaga, Berricano, Apodaca, Vitoria | Acosta, Zestafe, Zárate                                                                         | Accessible         |
| 10B   | Vitoria-Etxabarri                            | Centro Comercial Gorbeia (Etxabarri), Vitoria (10 Parades) | -                                                                                               | Accessible         |
| 11    | Vitoria- Durango                             | Durango, Izurza, Mañaria, Alto de Urquiola, Otxandio, Villarreal de Álava, Urbina, Gamarra, Vitoria | Luco, Miñano Mayor, Retana                                                                      | Accessible         |
| 12    | Vitoria-Aramaio                              | Ibarra de Aramaio, Alto de Cruceta, Albina, Otxandio, Villarreal de Álava, Vitoria | Pol. Industrial de Goiain, Urbina, Luco, Miñano Mayor, Retana, Gamarra                          | Accessible         |
| 12A   | Vitoria-Parque Tecnológico (Zona Oeste)      | Parque Tecnológico de Álava, Vitoria (8 parades) | -                                                                                               | Accessible         |
| 12B   | Vitoria-Parque Tecnológico (Zona Este)       | Parque Tecnológico de Álava, Vitoria (8 parades) | -                                                                                               | Accessible         |
| 20    | Vitoria-Ozaeta (Barrundia)-Araia (Asparrena) | Araya, Barrio de Iduia, Amézaga, Zalduondo, Galarreta, Gordoa, Arriola, Narvaiza, Ibarra, Aspuru, Larrea, Hermua, Ozaeta (Barrundia), Maturana, Venta del Pato, Argómaniz, Arbulo, Matauco, Ilárraza, Arcaute, Elorriaga, Vitoria              | Pol. Industrial de Araya                                                                        | Accessible         |
| 21    | Vitoria-Dulantzi-Araia (Asparrena)           | Araia (Asparrena), Ordoñana, Agurain, Gaceo, Langarica, Gereñu, Ullibarri-Jáuregui, Adana, Gauna, Dulantzi, Elburgo, Oreitia, Matauco, Ilárraza, Zurbano, Arkaute, Elorriaga, Vitoria                                                          | Alaiza                                                                                          | Accessible         |
| 30A   | Vitoria-Estella                              | Estella, Zubielgui, Zufía, Mureta, Mendibilbarri, Ancín, Acedo, Zuñiga, Kanpezu, Antoñana, Atauri, Maeztu, Vírgala Mayor, Vírgala Menor, Azáceta, Eguileta, Hijona, Troconiz, Andollu, Argandoña, Elorriaga, Vitoria                           | -                                                                                               |                    |
| 30B   | Vitoria-Contrasta                            | Contrasta, Ullibarri-Arana, Alda, San Vicente de Arana, Oteo, Orbiso, Kanpezu, Antoñana, Atauri, Maeztu, Vírgala Mayor, Vírgala Menor, Azáceta, Eguileta, Hijona, Troconiz, Andollu, Argandoña, Elorriaga, Vitoria                             | -                                                                                               | Accessible         |
| 31    | Vitoria-Lagrán-Bernedo                       | Bernedo, Villafría, Villaverde, Lagrán, Pipaón, Peñacerrada, Cruce Arana, Ventas de Armentia, Uzquiano, San Vicentejo, Vitoria | -                                                                                               | Accessible         |
| 41B   | Vitoria-Haro-Labastida                       | Labastida, Haro, Briñas, Salinillas de Buradón, Zanbrana, Armiñón, La Puebla de Arganzón, Vitoria | -                                                                                               | Accessible         |
| 50A   | Vitoria-Bóveda                               | Bóveda, Lalastra, Tobillas, Corro, San Millán de San Zadornil, Gurendes, Villanueva de Valdegovía, Villanañe, Espejo, Tuesta, Salinas de Añana, Paúl, Pobes (Erriberagoitia), Montevite, Ollávarre, Nanclares (Iruña Oka), Vitoria (8 paradas) | -                                                                                               | Accessible         |
| 50B   | Vitoria-Nanclares (Iruña Oka)                | Montevite, Ollávarre, Nanclares (Iruña Oka), Pol. Industrial Subillabide, Vitoria | Cárcel                                                                                          | Accessible         |
| 51    | Vitoria-Víllodas                             | Villodas, Trespuentes, Mendoza, Ullíbarri-Viña, Mandojana, Legarda, Foronda, Vitoria | Martioda, Hueto Arriba, Hueto Abajo, Estarrona, Guereña, Artaza de Foronda, Antezana de Foronda | Accessible         |
| 52A   | Vitoria-Miranda de Ebro-Espejo               | Espejo, Berguenda, Puentelarrá, Fontecha, Puentelarrá, Zubillaga, Comunión (Lantaron), Miranda de Ebro, Rivabellosa (Erriberabeitia), Armiñón, La Puebla de Arganzón, Vitoria                                                                  | Pol. Industrial Lantaron                                                                        | Accessible         |
| 52B   | Vitoria-Miranda de Ebro                      | Miranda de Ebro, Vitoria | -                                                                                               | Accessible         |
| 60    | Vitoria-Izarra(Urkabustaiz)                  | Izarra (Urkabustaiz), Beluntza, Amézaga de Zuia, Sarría, Murguía (Zuia), Záitegui, Vitoria (4 paradas) | -                                                                                               | Accessible         |
| 61    | Vitoria-Amurrio-Artziniega                   | Artziniega, Llantero, Menagarai, Respaldiza (Aiara), Amurrio, Laudio (2 parades), Larrimbe, Lezama, Izarra(Urkabustaiz), Amézaga de Zuya, Murguía (Zuia), Vitoria (4 parades)                                                                  | -                                                                                               | Accessible         |
| 62    | Vitoria-Laudio-Okondo                        | Okondo, Laudio (2 parades), Luyando (Aiara), Amurrio, Larrimbe, Lezama, Amézaga de Zuya, Murguía (Zuia), Vitoria (4 parades) | -                                                                                               | Accessible         |
| 93    | Vitoria-Parque de Garayo                     | Parque de Garayo, Venta del Pato, Argómaniz, Arbulo, Matauco, Ilárraza, Arcaute, Elorriaga, Vitoria | -                                                                                               | Accessible         |
| 94    | Vitoria-Landa-Arrasate                       | Arrasate, Aretxabaleta, Eskoriatza, Landa, Vitoria | -                                                                                               | Accessible         |
| 95    | Vitoria-Agurain                              | | -                                                                                               | Accessible         |

Així com connexions per ferrocarril amb les estacions de Dulantzi, Agurain, Nanclares (Iruña Oka), o Araia (Asparrena) mitjançant línies regionals de RENFE.